# ناحیه بلیده
ناحیه بلیده (به عربی: دائرة البلیدة) یک ناحیه در الجزایر است که در استان البلیده واقع شده‌است. ناحیه بلیده ۱۷۴٬۴۸۳ نفر جمعیت دارد.